# Alioth
Alioth (ε UMa / ε Ursae Majoris / Epsilon Ursae Majoris) è la stella più brillante della costellazione dell'Orsa Maggiore. Ciononostante Bayer le ha assegnato la quinta lettera dell'alfabeto greco perché non ha proceduto nell'assegnazione delle lettere in ordine di luminosità, ma sulla base alla posizione delle stelle nella costellazione, da Ovest a Est. Alioth è un membro dell'associazione stellare dell'Orsa Maggiore.

## Osservazione

Posizione di Alioth nella costellazione.

La magnitudine apparente di Alioth è +1,76, il che ne fa la trentaduesima stella più brillante del cielo. È facilmente individuabile in quanto essa è posta nella coda dell'Orsa, essendo la stella brillante della coda più vicina al corpo. Con una declinazione di +55°, Alioth è una stella dell'emisfero boreale. Nell'emisfero australe essa è comunque osservabile a latitudini più a nord del 35º parallelo, il che comprende tutto il Brasile, tutta l'Africa e buona parte dell'Australia. Nell'emisfero boreale diventa circumpolare a nord del 35º parallelo, il che comprende l'intera Europa.

## Caratteristiche fisiche
Basandosi sui dati raccolti dal satellite Hipparcos, Alioth dista dalla Terra 81 al (25 pc)). 
Essa è una stella di colore bianco, datogli dalla sua temperatura superficiale di 9340 K. La sua classe spettrale è A0V, come quella di Vega. Alioth ha un raggio che è circa quattro volte maggiore di quello solare, mentre la sua massa è calcolata essere 3,0 ± 0,4 volte quella solare. La sua luminosità è 108 volte quella del Sole, superiore a quella delle stelle della sua classe (per esempio, Vega ha una luminosità di circa 37 L⊙). Questo fa pensare che Alioth, pur trovandosi ancora nella sequenza principale, si stia apprestando a iniziare il suo cammino che la porterà ad uscire da essa e a raggiungere lo stadio di gigante. Infatti quando l'idrogeno presente in un nucleo stellare comincia a scarseggiare, il nucleo, insufficientemente sostenuto dalle reazioni nucleari, comincia a contrarsi e scaldarsi, facendo gonfiare gli strati superficiali della stella e aumentandone la luminosità.
Alioth compie una rotazione su sé stessa in 5,08 giorni. Ciò significa che la sua velocità di rotazione all'equatore è di 38 km/s.

## Peculiarità

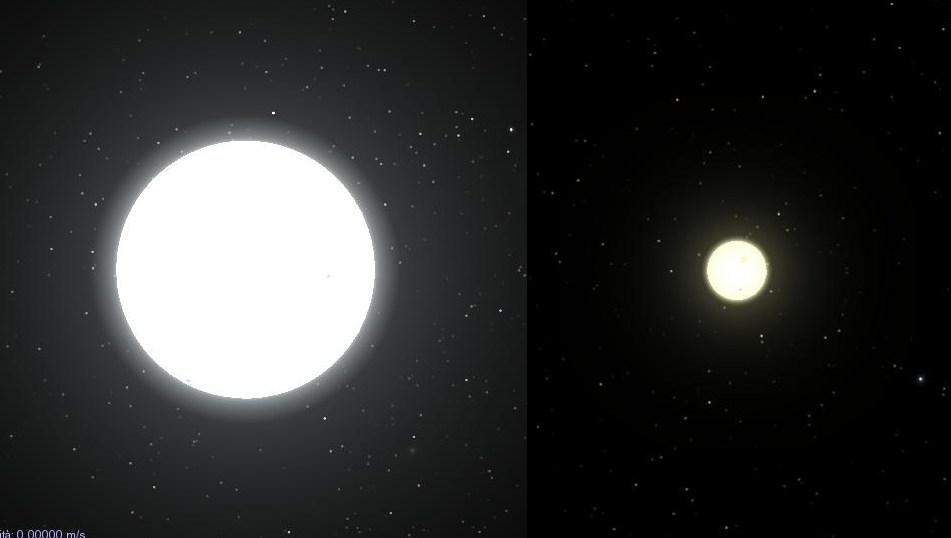
Alioth in una simulazione di Celestia rapportata al Sole; entrambi sono visti da di distanza

La classificazione completa di Alioth è A0Vp, dove p sta per peculiare. Infatti lo spettro elettromagnetico di questa stella è alquanto strano, simile a quello delle variabili a spettro magnetico, il cui prototipo è Cor Caroli (α2 Canum Venaticorum). Queste stelle, di classe spettrale compresa fra B8p e A7p, presentano un'insolita abbondanza di elementi pesanti negli strati superficiali della stella e una loro irregolare distribuzione negli stessi. Sebbene la causa dei fenomeni osservati nelle stelle chimicamente peculiari sia quasi certamente da collegarsi con il loro particolare campo magnetico, le cause esatte del loro comportamento non sono state ancora comprese. Poiché Alioth è la stella chimicamente peculiare che ha la luminosità apparente più elevata, è stata intensamente studiata.
In una serie di studi condotti intorno ai primi anni novanta fu accertato che Alioth presentava una distribuzione irregolare del ferro e del cromo sulla sua superficie: in particolare questi elementi si concentravano in due zone (identificati coi poli magnetici della stella) dove la loro abbondanza era 100 volte superiore a quella solare, mentre nel resto della superficie la concentrazione era pari a quella del Sole. In uno studio del 1997 l'ossigeno risultava essere concentrato in una fascia (identificata con l'equatore magnetico della stella), inclinata rispetto all'equatore rotazionale della stella. Nella fascia l'ossigeno era 100 000 volte più abbondante che nel resto della superficie. Fu poi scoperto che il calcio si comportava come l'ossigeno, anche se con una variazione minore fra le regioni magnetiche equatoriali e polari. Questa distribuzione degli elementi ha permesso di appurare che i poli magnetici di Alioth sono molto disassati rispetto ai poli rotatori: il polo magnetico di Alioth risultava avere infatti latitudine 25°. Queste scoperte sono state all'origine di una serie di indagini volte alla mappatura sistematica dei metalli sulla superficie di Alioht. Nel 2003 è stato appurato che il manganese ha più o meno la stessa distribuzione del cromo e del ferro, cioè abbonda ai poli, mentre il titanio si accumula intorno all'equatore magnetico. D'altra parte, il magnesio sembra avere una distribuzione non correlata con il presunto campo magnetico di Alioth e si accumula in cinque diverse regioni dell'emisfero settentrionale fra le latitudini 0° e 60°.
Oltre al generale problema di stabilire la precisa causa della distribuzione dei metalli nelle stelle chimicamente peculiari e l'origine del loro campo magnetico, le caratteristiche di Alioth suscitano ulteriori questioni. In primo luogo, per una stella della sua classe, Alioth ha un campo magnetico relativamente debole: ben 15 volte più debole rispetto a quello del prototipo delle stelle Alfa2 Canum Venaticorum, Cor Carolis (pur essendo 100 volte più intenso di quello terrestre). La domanda è quindi come Alioth possa generare la distribuzione dei metalli osservata pur avendo un campo magnetico modesto.
In secondo luogo, Alioth non presenta alcuna variabilità apparente. In ciò non rappresenta tuttavia un'eccezione: molte stelle chimicamente peculiari di classe spettrale A non sono variabili, sicché tali stelle sono state divise in due classi: quelle variabili e quelle non variabili. È stato ipotizzato che in realtà tutte le stelle Ap siano variabili, ma che alcune presentino delle oscillazioni di luminosità talmente piccole da non essere rilevabili ai nostri strumenti. Inoltre si ritiene che le stelle Ap di cui non riusciamo a rilevare le oscillazioni siano le più evolute, cioè che le oscillazioni diminuiscano di ampiezza mano a mano che queste stelle evolvono. Si è pertanto cercato, con strumenti molto sensibili, di rilevare piccole oscillazioni nella luminosità di Alioth. Tuttavia esse non sono state rilevate. Si può escludere che Alioth abbia oscillazioni maggiori a 75 parti per milione, che è il limite a cui arrivano i nostri strumenti. Questo pone un limite molto basso alle eventuali oscillazioni di Alioth e costituisce certamente un dato di cui le teorie delle stelle magnetiche Ap devono tenere conto.

## Compagna

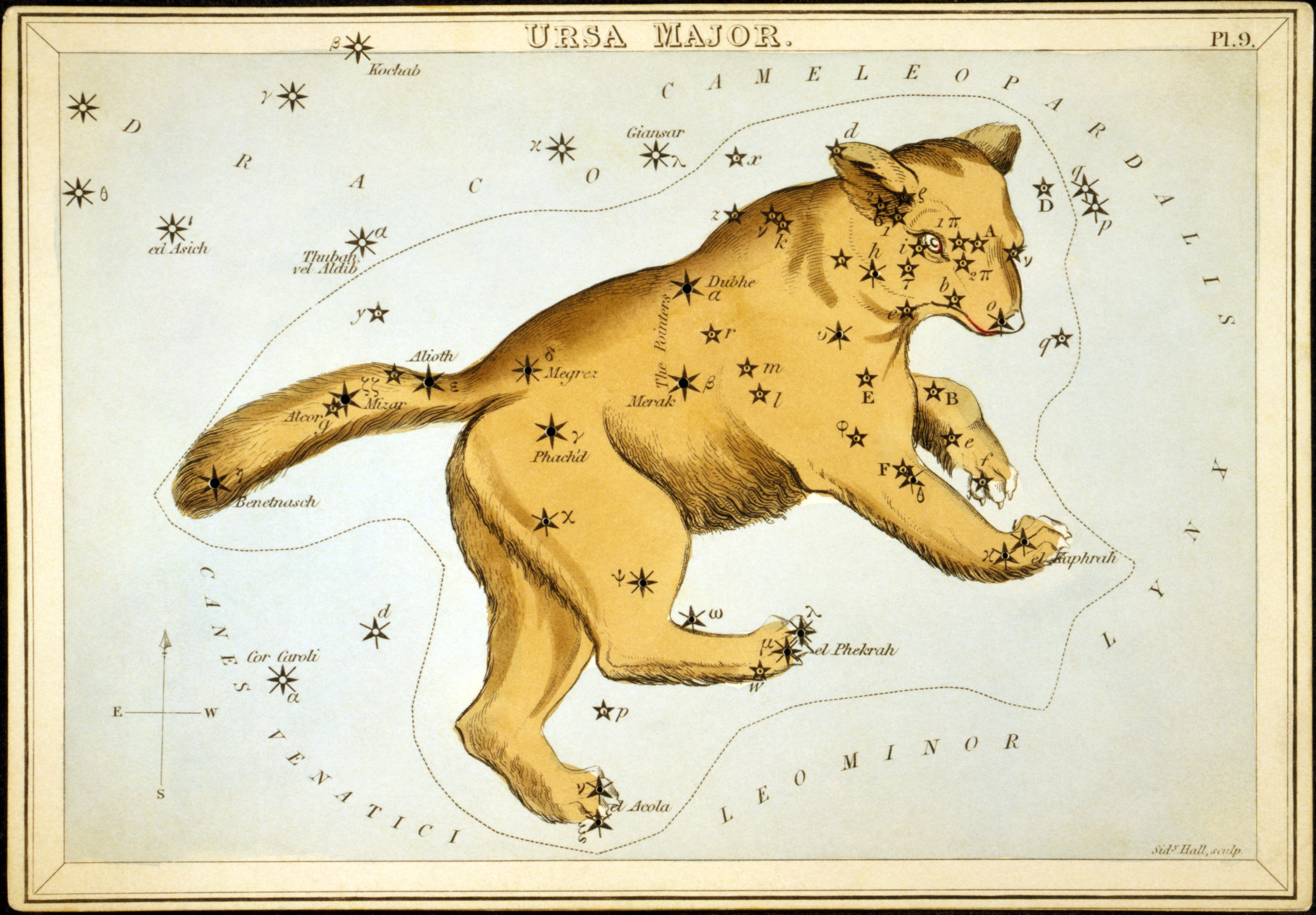
Nell'Orsa Maggiore, Alioth è situata alla base della coda

Misurazioni molto precise delle variazioni della velocità radiale di Alioth hanno permesso di appurare la presenza di una compagna. Si tratta di un astro che orbita intorno alla principale con un periodo di 5,88 giorni, cioè il suo periodo orbitale è uguale al periodo di rotazione della principale su sé stessa. Questo effetto è un prodotto delle intense forze mareali che si producono nell'interazione fra la principale e la sua compagna. Il miglior calcolo disponibile dell'orbita dà un'eccentricità elevata (e=0,503) e una distanza media fra le due componenti di 0,055 au (ossia circa 8,2 milioni di km). Probabilmente il piano dell'orbita della compagna è allineato all'asse di rotazione della principale. Da questi parametri e dalla presunta massa della principale si deduce che la compagna deve avere una massa pari a 0,014 M⊙, cioè circa 14 MJ. Se le misurazioni sono corrette, si tratta quindi di una piccola nana bruna.

## Etimologia
Sebbene non ci siano dubbi che il suo nome proprio provenga dall'arabo, tuttavia la sua esatta etimologia è incerta: potrebbe provenire da Al-Jawn, che non si riferisce ad un orso, ma a un "cavallo nero". Alioth, scritto anche come Aliioth o Aliath, sempre in arabo, significa "coda grassa di una pecora". Un terzo nome, Al Hawar, significa "bianco dell'occhio" o "incandescente".
Le tre stelle della coda dell'Orsa, Alioth, Mizar (ζ Ursae Majoris) e Alkaid (η Ursae Majoris), rappresentavano per gli arabi "le fanciulle in lutto" di un corteo funebre. Il feretro, contrassegnato dalle stelle dell'Orsa Maggiore, era seguito da persone in lutto, e la processione seguiva un movimento lento e solenne intorno al polo nord celeste. Questi parenti, i bimbi di Al Na'ash uccisi da Al Jadi, rappresentata da Polaris, ancora circondano ogni notte quest'ultima nella loro sete di vendetta.
Nell'astronomia cinese, ε Ursae Majoris era Yuh Kang, un pezzo di un antico strumento astronomico. Insieme ad altre stelle situate tra essa e Megrez, era Seang: l'Assistente del Segretario di Stato.